# Eurydactylodes agricolae
Espèce
Statut de conservation UICN

 NT  : Quasi menacé
Eurydactylodes agricolae est une espèce de gecko de la famille des Diplodactylidae.

## Répartition
Cette espèce est endémique de Nouvelle-Calédonie.

## Description
C'est un gecko arboricole, nocturne et insectivore.

## Reproduction
Ce gecko peut se reproduire à l'issue de leur première année. Les femelles pondent de deux à huit fois durant la saison, deux œufs à la fois.

## Étymologie
Cette espèce est nommée en l'honneur du biologiste et herpétologiste américain Aaron Matthew Bauer (1961-) : Bauer signifie fermier en allemand, soit agricola en latin.

## Publication originale
- Henkel & Böhme, 2001 : A new carphodactyline gecko of the New Caledonian genus Eurydactylodes (Sauria: Gekkonidae). Salamandra, vol. 37, n. 3, p. 149-156.